# Сноуборд на зимней Универсиаде 2013
Соревнования по сноуборду в рамках зимней Универсиады 2013 года прошли с 12 декабря по 21 декабря в итальянском местечке Монте-Бондоне провинции Трентино. Было разыграно 8 комплектов наград в дисциплинах: слоупстайл, хафпайп, параллельный гигантский слалом, сноуборд-кросс.

## Результаты соревнований
| Старт                                                                                  | Женщины                                                         | Мужчины                                                     |
| -------------------------------------------------------------------------------------- | --------------------------------------------------------------- | ----------------------------------------------------------- |
| Сноуборд-кросс 1. 12 декабря 2013 Женщины: 2. 12 декабря 2013 Мужчины:                 | Ева Самкова Катержина Хоурова Зузанна Смыкала Финишный протокол | Ханно Душан Николай Олюнин Лео Треспёш Финишный протокол    |
| Параллельный гигантский слалом 1. 19 декабря 2013 Женщины: 2. 19 декабря 2013 Мужчины: | Юлия Дуймовиц Сабин Шёффманн Селина Йорг Финишный протокол      | Себастьян Кислингер Аарон Марк Тим Мацнак Финишный протокол |
| Хафпайп 1. 17 декабря 2013 Женщины: 2. 17 декабря 2013 Мужчины:                        | Ли Шуан Сунь Чжифэн Сюй Сюцзюань Финишный протокол              | Рубен Вергес Ху И Рафаэль Имхоф Финишный протокол           |
| Слоупстайл 1. 21 декабря 2013 Женщины: 2. 21 декабря 2013 Мужчины:                     | Натали Гуд Карла Сомайни Каролин Хекель Финишный протокол       | Филипп Хенни Били Вандлинг Рафаэль Имхоф Финишный протокол  |